# Lungenwurm
Als Lungenwurm werden verschiedene Parasiten der Lunge und der Atemwege bei Mensch und Tier bezeichnet. Diese „Lungenwürmer“ sind nicht näher miteinander verwandt, bilden also keine einheitliche Tiergruppe im Sinne eines Taxons. Einziges verbindendes Merkmal ist die Organ-Lokalisation der adulten Parasiten.
Fadenwürmer (die meisten Arten gehören zur Familie der Metastrongylidae):
- Aelurostrongylus abstrusus, Lungenwurm der Katze
- Aelurostrongylus falciformis, Lungenwurm beim Dachs
- Angiostrongylus cantonensis, der Ratten-Lungenwurm
- Antechinostrongylus disgubernaculus, Lungenwurm der Swainson-Breitfußbeutelmaus
- Bronchonema magna, Lungenwurm bei Kap-Springbock und Buntbock
- Crenosoma mephitidis, der Lungenwurm bei Skunks
- Crenosoma striatum, der Lungenwurm des Igels
- Crenosoma vulpis, Lungenwurm bei Hunden
- Dictyocaulus viviparus, der Große Lungenwurm des Rindes
- Filaroides hirthi, Lungenwurm bei Hunden
- Heterostrongylus heterostrongylus, Lungenwurm bei Opossums
- Metastrongylus-Arten, Lungenwürmer bei Schweinen
- Oslerus osleri, Lungenwurm bei Hunden
- Otostrongylus circumlitus, großer Lungenwurm der Hundsrobben
- Rhabdias bufonis, der Lungenwurm der Froschlurche
- Lungenhaarwurm (Capillaria aerophila, Syn. Eucoleus aerophilus)

Plattwürmer, Saugwürmer:
- Paragonimus westermani, der „Lungenegel“ des Menschen

Die Zungenwürmer (Pentastomida)  wurden früher auch als „Lungenwürmer“ bezeichnet